# モダン・クラシックス〜グレイテスト・ヒッツ
モダン・クラシックス〜グレイテスト・ヒッツ（Modern Classics - The Greatest Hits）は、ポール・ウェラーが1998年に発表したベスト・アルバム。

## 解説
ソロ名義で発表してきたシングルA面曲15曲と、1998年にアビー・ロード・スタジオで録音された新曲「ブラン・ニュー・スタート」（本作からの先行シングルとして全英16位に達した）を収録。
日本盤CDには、ライヴ音源2曲と、シングル「ブラン・ニュー・スタート」のカップリング曲「リヴァー・バンク」（ザ・ジャムがシングル「アブソリュート・ビギナーズ」のB面で発表した「リヴァーバンク物語」の改作）が追加されている。イギリス初回版は「Live Classics」と題されたボーナス・ディスク（ライヴ音源13曲を収録）付きで発売された。

## 収録曲
特記なき楽曲はポール・ウェラー作。
1. アウト・オブ・ザ・シンキング - "Out of the Sinking" - 3:50
2. ピーコック・スーツ - "Peacock Suit" - 3:07
3. サンフラワー - "Sunflower" - 4:10
4. ザ・ウィーヴァー - "The Weaver" - 3:44
5. ワイルド・ウッド - "Wild Wood" - 3:23
6. アバヴ・ザ・クラウズ - "Above the Clouds" - 3:51
7. UH-HUH OH-YEH - "Uh Huh Oh Yeh" - 3:21
8. ブラッシュト - "Brushed" (Paul Weller, Steve White, Mark Nelson) - 3:30
9. チェンジングマン - "The Changingman" (P. Weller, Brendan Lynch) - 3:32
10. フライデー・ストリート - "Friday Street" - 2:20
11. ユー・ドゥ・サムシング・トゥ・ミー - "You Do Something to Me" - 3:38
12. ブラン・ニュー・スタート - "Brand New Start" - 4:07
13. ハング・アップ - "Hung Up" - 2:41
14. マーメイズ - "Mermaids" - 3:04
15. ブロークン・ストーンズ - "Broken Stones" - 3:22
16. イントゥ・トゥモロウ - "Into Tomorrow" - 3:11
下記3曲は日本盤ボーナス・トラック
17. （キャン・ユー・ヒール・アス）ホーリー・マン (ライヴ) - "(Can You Heal Us) Holy Man" - 5:14
18. ポーセリン・ゴッズ (ライヴ) - "Porcelain Gods" - 5:34
19. リヴァー・バンク - "The River Bank" - 3:36